# Manfred Eicher
Manfred Eicher nació en 1943 en Alemania. Es un músico y productor musical reconocido mundialmente por ser el fundador del sello musical ECM y sus distintas ramificaciones.
Manfred Eicher estudió música en la Academia de Música de Berlín. En sus comienzos, Eicher fue tanto un fan de la música de Jazz como un aventajado bajista. Pero si ha llegado a destacar en el mundo musical, ha sido sin duda por haber fundado en 1969 y en la ciudad alemana de Múnich la discográfica llamada ECM, siglas que significan "Edition of Contemporary Music", (Edición de Música Contemporánea). Algunos de los artistas que han grabado su obra con este sello los últimos 35 años son músicos tan prestigiosos como: Keith Jarrett, Jan Garbarek, Chick Corea, Gary Burton, Jack DeJohnette, Dave Holland, Pat Metheny, Ralph Towner, Terje Rypdal, Art Ensemble of Chicago, etc.
En sus primeros años, los discos más destacados que grabaron fueron The Köln Concert, un solo de piano de Keith Jarrett y American Garage, de Pat Metheny. Dos reconocidas joyas para cualquier aficionado al jazz contemporáneo.

## Más allá del jazz
En 1984 Eicher dio un giro a ECM, comenzando una nueva división en su sello llamada ECM New Series, especializada en música clásica europea. Algunos de los artistas cuyo trabajo fue grabado en estas New Series fueron Steve Reich, Arvo Pärt, John Coolidge Adams, Meredith Monk, y el compositor medieval Pérotin. Quizá el más destacado disco fue el gran éxito de ventas Officium (1993), una colaboración entre Jan Garbarek y el Hilliard Ensemble, cantando algunas composiciones, entre ellas Beata viscera de Pérotin.
En 1992 Manfred Eicher codirigió y coescribió la película Holozän (Man in the Holocene). En 2002, también participó en la banda sonora de la película Kedma.
Eicher ha producido la mayoría de los discos grabados en su sello. Como media, cada disco de jazz requiere dos días y uno para mezclarlo. Casi todos sus discos han sido grabados con la participación de Jan Erik Kongshaug (de Talent Studios y más tarde Rainbow Studios), como ingeniero de sonido. Hasta hoy, Manfred Eicher ha producido unos 700 álbumes, algo que, comparativamente, muestra una destacable profesionalidad y constancia en un mundo tan cambiante y volátil como el mundo musical. 
La principal función de Eicher ha sido dar a conocer nuevos talentos y músicas diferentes, captar la música que le gusta a él, para luego presentarla a los que aún no han tenido la oportunidad de conocerla.

## Premios y reconocimientos
Entre otros, ha recibido:
- 1986 “German Record Critics Award”, Honorario por su dedicación a la música.
- 1998 Music Prize of the City of Munich.
- 1999 Commander of the Royal Order of the Polar Star del rey de Suecia.
- 1999 V Class Order of the Cross of St. Mary’s Land del presidente Estonia.
- 2000 Doctor en letras Honorario por la Universidad de Brighton, en reconocimiento a su contribución para el desarrollo de la música contemporánea.
- 2001 Commander of the Royal Order of Merit del rey de Noruega.
- 2002 Premios Grammy por Classical Producer of the Year, nominado de nuevo en la misma categoría en 2003 y 2004.